# Erdenstern
Erdenstern ist eine deutsche Musikgruppe, die hauptsächlich Instrumentalmusik zur Begleitung von Pen-&-Paper-Rollenspielen veröffentlicht. Die Musik wird von Andreas Petersen komponiert.
Das Trio veröffentlichte 2005 das erste Konzeptalbum, Into the Green. Seither hat Erdenstern mehrere thematische Kompilationen sowie Soundtracks für Filme, einzelne Video- und Rollenspiele veröffentlicht. Zudem wurde ihre Musik in den Hörspielserien Drachenlanze, Rick Future und Evergreen verwendet.
Mit Syrinscape aus Australien haben Erdenstern eine weltweite Zusammenarbeit gestartet.

## Alben
- Into the Green (2005) – Konzeptalbum
- Into the Red (2006) – Konzeptalbum
- Into the Blue (2006) – Konzeptalbum
- Into the Dark (2007) – Konzeptalbum
- Into the Gold (2008) – Konzeptalbum
- Elyrion-Soundtrack (2008) – zum Rollenspiel Elyrion
- Into The Grey (2009) – Konzeptalbum
- 13 Briefe Nachrichten aus der Dämmerung (2009) Online-Projekt
- Die Chronik Aventuriens (2009) – zum Rollenspiel Das Schwarze Auge
- Into the White (2010) – Konzeptalbum
- Berge des Wahnsinns (2010) – Soundtrack zum Rollenspiel Call of Cthulhu
- Into the Light (2011) – Doppel-, – Konzeptalbum
- Das Schwarze Auge: Herokon (2012) – Soundtrack zum Computerspiel Das Schwarze Auge: Herokon Online
- Beyond the Library – One (2013) Der verborgene Soundtrack
- Annwn (2014) Die vier Zweige des Mabinogion
- Aqua – A Symphony of Life (2015) – Konzeptalbum
- The Urban Files – Music inspired by The Dresden Files, (2016) eine Romanreihe von Jim Butcher
- Silicium  – The End is the Beginning (2017) – Konzeptalbum
- Immortalis – Seelenfängersoundtrack (2018) – Konzeptalbum
- Lignum (2019) – Konzeptalbum
- Schicksalsklänge: Der Soundtrack zur Hexenkönigin-Trilogie (2022) – Soundtrack zum Rollenspiel Splittermond

## Auszeichnungen
- Radio Rivendell, Fantasy Award 2006: Best Composer & Best Song: Into the Red
- Radio Rivendell, Fantasy Award 2008: Best Song: Erdenstern: The Reiters
- Radio Rivendell, Fantasy Award 2011: Best Album: Erdenstern: Into the Light
- Radio Rivendell, Fantasy Award 2012: Best Album: Erdenstern: Das schwarze Auge: Herokon Online
- Role Play Convention 2011: Juryaward für das Album: Erdenstern: Into The Light
- Role Play Convention 2012: Juryaward für das Album: Das Schwarze Auge: Herokon Online
- Role Play Convention 2016: Juryaward für das Album: AQUA – A Symphony of Life
- Role Play Convention 2017: Juryaward für das Album: Erdenstern: The Urban Files – Music inspired by the Dresden Files.